# Jaap Nauwelaerts de Agé

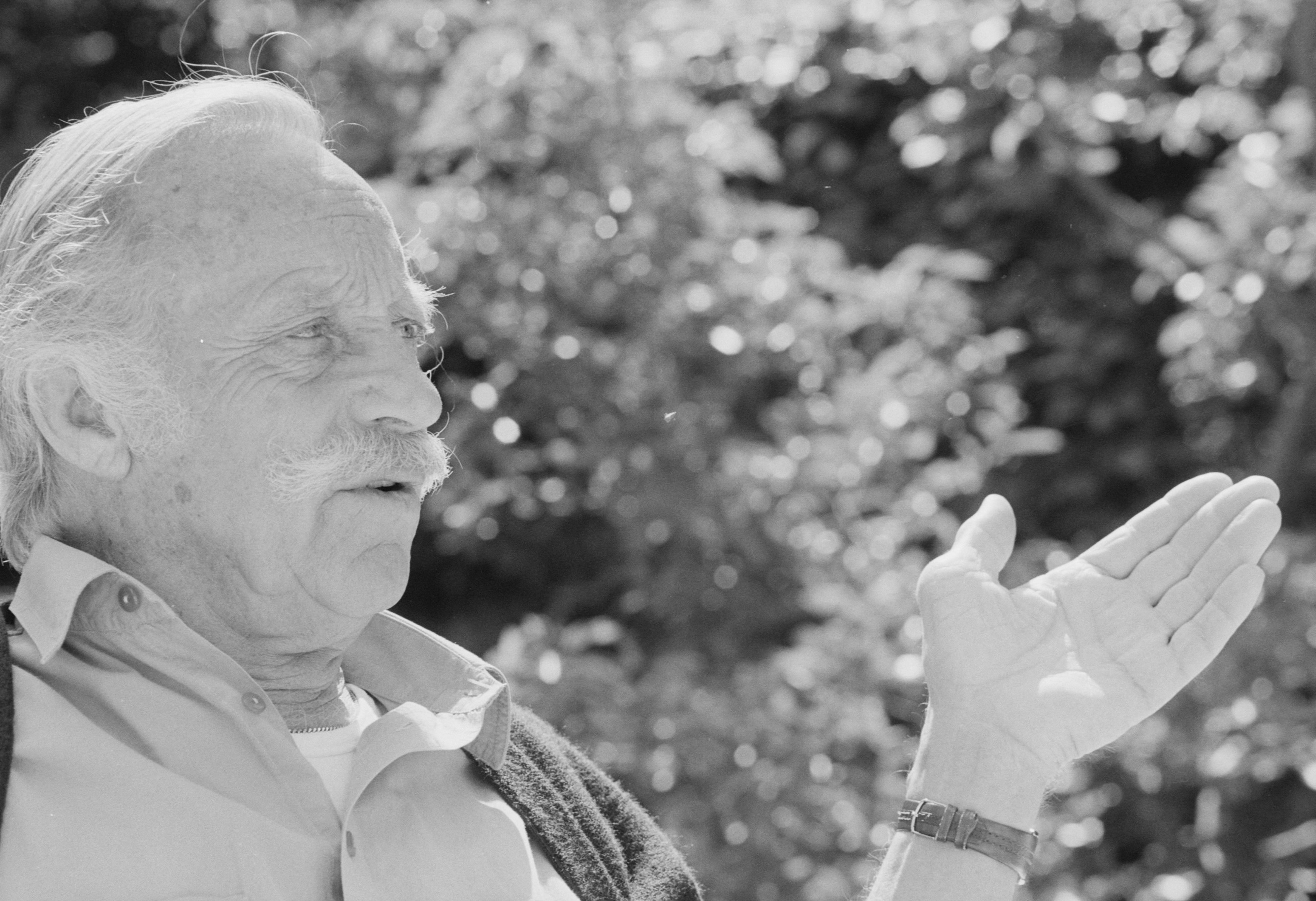
Jaap Nauwelaerts de Agé in 1991

Jaap (Jacobus) Nauwelaerts de Agé (Den Haag, 21 november 1917 – Bloemendaal, 6 mei 2016) was een Nederlands judoka en sportbestuurder. Hij was een pionier voor de moderne budosporten.

## Loopbaan
Nauwelaerts de Agé is een van de grondleggers voor de moderne budosporten in voornamelijk Nederland en Europa. Hij was mede-oprichter van de "Judo Bond Nederland" (1939), de "European Judo Union" (EJU, 1948) en de International Judo Federation (IJF) in 1951. Van de "European Judo Union" was hij president (1957-1960) en de eerste vicepresident (1952-1957). Zowel binnen als buiten deze organisaties heeft hij zich ingespannen voor de ontwikkeling en promotie van judo, en in mindere mate jiujitsu, tot westerse sporten.
Zo vormde hij samen met Charles Palmer en Teizo Kawamura de eerste scheidsrechterscommissie van de IJF die de internationale judo scheidsrechterstructuur en -reguleringen opstelden. Rond het jiujitsu is hij in de jaren 1940-1945 samen met Gé Koning, Bob van Nieuwenhuizen en Maurice van Nieuwenhuizen bedenker van het NaKoNi-systeem, dat tot ongeveer 1984 vooral in Nederland als standaard diende voor de beoefening van de sport.
Jaap Nauwelaerts kwam in aanraking met judo in de sportschool van Maurice van Nieuwenhuizen in Den Haag. Daar had hij zich in 1937 aangemeld als leerling voor jiujitsu. Een van de eerste introducés van het oude judo in Nederland, Johan van der Bruggen, gaf daar lessen. Vlak na de Tweede Wereldoorlog richtte Jaap Nauwelaerts in Overveen een eigen sportschool op met judo op het programma. Deze sportschool bestaat nog als een van de oudste van Nederland en er wordt nog steeds judo en jiujitsu gegeven. Om judo en jiujitsu te promoten gaf Nauwelaerts samen met rechercheur van de Haarlemse politie Jan Feith demonstraties op locatie en verzorgden ze demonstratiefilms. Ook werd Nauwelaerts de eerste judodocent van het CIOS in Overveen.
Op sportief vlak zijn zijn zilveren medaille op de Nederlandse en Europese kampioenschappen het hoogst behaalde.
In 2004 wordt hij door de EJU onderscheiden met de zeer zelden vergeven negende dan en het erevoorzitterschap van de EJU voor zijn verdiensten. Op 15 november 2008 werd hij door de JBN gepromoveerd tot de tiende dan.
Hij overleed in 2016 op 98-jarige leeftijd.